# Martin Nguyen
Martin Nguyen (ur. 5 marca 1989 w Sydney) – australijski zawodnik mieszanych sztuk walki (MMA). Były mistrz ONE Championship w dwóch kategoriach wagowych - piórkowej oraz lekkiej.

## Osiągnięcia
- 2013: mistrz BRACE MMA w wadze piórkowej
- 2017-2018: mistrz ONE Championship w wadze lekkiej
- 2017-2020: mistrz ONE Championship w wadze piórkowej

## Lista walk MMA
| Wynik     | Bilans | Przeciwnik (bilans przed walką) | Rozstrzygnięcie                | Runda | Czas | Rozgrywki                                   | Data       | Miejsce      | Uwagi                                                                                   |
| --------- | ------ | ------------------------------- | ------------------------------ | ----- | ---- | ------------------------------------------- | ---------- | ------------ | --------------------------------------------------------------------------------------- |
| Przegrana | 15-8   | Szamil Gasanow (14-1)           | Decyzja (jednogłośna)          | 3     | 5:00 | ONE 171                                     | 20.02.2025 | Lusajl       |                                                                                         |
| Przegrana | 15-7   | Garry Tonon (8-1)               | Poddanie (duszenie zza pleców) | 1     | 4:41 | ONE 165                                     | 28.01.2024 | Tokio        |                                                                                         |
| Wygrana   | 15-6   | Leonardo Casotti (9-2)          | Decyzja (jednogłośna)          | 3     | 5:00 | ONE on Prime Video 7: Lineker vs. Andrade 2 | 24.02.2023 | Bangkok      |                                                                                         |
| Przegrana | 14-6   | Ilya Freymanov (10-2)           | KO (kolano i ciosy pięściami)  | 1     | 3:33 | ONE on Prime Video 2: Xiong vs. Lee 3       | 30.09.2022 | Kallang      |                                                                                         |
| Wygrana   | 14-5   | Kiril Gorobets (11-1)           | TKO (ciosy pięściami)          | 3     | 2:18 | ONE Championship: Lights Out                | 11.03.2022 | Manila       |                                                                                         |
| Przegrana | 13-5   | Jae Woong Kim (11-4)            | TKO (ciosy pięściami)          | 1     | 3:15 | ONE Championship: Revolution                | 24.09.2021 | Kallang      |                                                                                         |
| Przegrana | 13-4   | Thanh Le (11-2)                 | KO (hak)                       | 3     | 2:19 | ONE Championship: Inside the Matrix         | 30.10.2020 | Kallang      | Stracił pas mistrzowski ONE Championship w wadze piórkowej                              |
| Wygrana   | 13-3   | Koyomi Matsushima (11-3)        | TKO (ground and pound)         | 2     | 4:40 | ONE Championship: Dawn of Heroes            | 2.08.2019  | Manila       | Obronił pas mistrzowski ONE Championship w wadze piórkowej                              |
| Wygrana   | 12-3   | Jadamba Narantungalag (14-5)    | KO(latające kolano)            | 1     | 1:07 | ONE Championship: Roots of Honor            | 12.04.2019 | Manila       | Obronił pas mistrzowski ONE Championship w wadze piórkowej                              |
| Przegrana | 11-3   | Kevin Beligon (18-5)            | Decyzja (jednogłośna)          | 5     | 5:00 | ONE Championship: Regin of Kings            | 27.07.2018 | Manila       | Co-Main Event. Pojedynek o tymczasowy pas mistrzowski ONE Championship w wadze koguciej |
| Wygrana   | 11-2   | Christian Lee (9-1)             | Decyzja (niejednogłośna)       | 5     | 5:00 | ONE Championship: Unstoppable Dreams        | 18.05.2018 | Kallang      | Co-Main Event, Obronił pas mistrzowski ONE Championship w wadze piórkowej               |
| Przegrana | 10-2   | Bibiano Fernandes (21-3)        | Decyzja (niejednogłośna)       | 5     | 5:00 | ONE Championship: Iron Will                 | 24.03.2018 | Bangkok      | Main Event, Pojedynek o pas mistrzowski ONE Championship w wadze koguciej               |
| Wygrana   | 10-1   | Eduard Folayang (18-5)          | KO (ciosy pięściami)           | 2     | 2:20 | ONE Championship: Legends of the World      | 10.11.2017 | Manila       | Main Event, Zdobył pas mistrzowski ONE Championship w wadze lekkiej                     |
| Wygrana   | 9-1    | Marat Gafurow (15-0)            | KO (cios)                      | 2     | 1:27 | ONE Championship: Quest for Greatness       | 18.08.2017 | Kuala Lumpur | Main Event, Zdobył pas mistrzowski ONE Championship w wadze piórkowej                   |
| Wygrana   | 8-1    | Kazunori Yokota (24-6-3)        | KO (cios)                      | 1     | 3:36 | ONE Championship: Quest for Power           | 14.01.2017 | Kallang      | Co-Main Event                                                                           |
| Wygrana   | 7-1    | Christian Lee (5-0)             | Poddanie (duszenie gilotynowe) | 1     | 4:30 | ONE Championship: Heroes of the World       | 13.08.2016 | Makau        |                                                                                         |
| Wygrana   | 6-1    | Kai Wen Li (5-2)                | TKO (ciosy pięściami)          | 1     | 4:44 | ONE Championship: Global Rivals             | 15.04.2016 | Manila       |                                                                                         |
| Wygrana   | 5-1    | Edward Kelly (6-2)              | TKO (przerwanie przez lekarza) | 1     | 4:17 | ONE Championship: Pride of Lions            | 13.11.2015 | Kallang      |                                                                                         |
| Przegrana | 4-1    | Marat Gafurow (11-0)            | Poddanie (duszenie zza pleców) | 1     | 0:41 | ONE Championship: Odyssey of Champions      | 27.09.2015 | Dżakarta     | Main Event, Pojedynek o tymczasowy pas mistrzowski ONE Championship w wadze piórkowej   |
| Wygrana   | 4-0    | Rocky Batolbatol (5-0)          | Poddanie (duszenie zza pleców) | 2     | 2:10 | ONE FC 22: Battle of Lions                  | 7.11.2014  | Kallang      | Debiut w ONE Championship                                                               |
| Wygrana   | 3-0    | Luke Standing (3-2)             | TKO (ciosy pięściami)          | 1     | 3:30 | BRACE 24                                    | 29.11.2013 | Canberra     | Zdobył pas mistrzowski BRACE MMA w wadze piórkowej                                      |
| Wygrana   | 2-0    | Thomas Ruderman (1-0)           | TKO (ciosy pięściami)          | 2     |      | BRACE 18                                    | 21.12.2012 | Canberra     |                                                                                         |
| Wygrana   | 1-0    | Richard Kemp-Hay (0-4)          | Poddanie (duszenie zza plećów) | 3     | 1:39 | Southern Fight Promotions: Cage Conquest 1  | 28.07.2012 | Nowra        |                                                                                         |